# Moneta z Maine

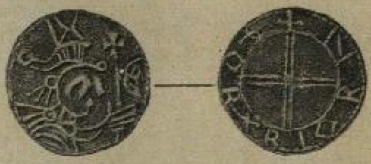
Moneta Olafa III Pokojowego podobna do monety z Main

Moneta z Maine – srebrny norweski pens odnaleziony w 1957 roku na stanowisku archeologicznym Goddard niedaleko miejscowości Brooklin w Stanach Zjednoczonych. Moneta pochodzi z XI wieku, z czasów panowania króla Olafa III.
Maine State Museum opisuje ją jako „jedyny prekolumbijski artefakt nordycki odnaleziony w Stanach Zjednoczonych, który uznawany jest za autentyczny”. Jednakże Amerykańskie Stowarzyszenie Numizmatyczne uważa, że „nie ma żadnych wiarygodnych przesłanek ani dokumentów na jej temat, a wiele dowodów poszlakowych sugeruje, że jest to manipulacja lub oszustwo”.

## Historia
Moneta została odnaleziona 18 sierpnia 1957 roku przez Guya Mellgrena na rozległym stanowisku archeologicznym Goddard, stanowiącym pozostałość starej indiańskiej osady niedaleko Brooklin w stanie Maine. Łącznie odkryto tam 30 000 przedmiotów, które trafiły do Maine State Museum. W 1974 roku muzeum otrzymało w darze również monetę Mellgrena, jednak nie sporządzono żadnego dokumentu na temat okoliczności jej odkrycia. Początkowo sądzono, że jest to angielski pens z XII wieku, ale w 1978 roku grupa ekspertów z Londynu zaczęła brać pod uwagę jej norweskie pochodzenie. Kolbjorn Skaare z Uniwersytetu w Oslo ustalił, że moneta została wybita między 1065 a 1080 rokiem i była szeroko rozpowszechniona w XII i XIII wieku. Powstanie stanowiska archeologicznego, na którym miała zostać znaleziona oszacowano na lata 1180-1235, czyli na okres, kiedy tego typu pensy znajdowały się w obiegu. Choć powstało ono około dwustu lat po ostatniej nordyckiej podróży do Winlandii, to na Grenlandii wciąż mieszkali wikingowie, którzy mogli odwiedzać amerykański kontynent. Tereny, na których odnaleziono monetę, zamieszkiwali wówczas Indianie uważani za potomków kultury Penobscot.
Ponieważ dawna indiańska osada położona była nad zatoką, pojawiły się podejrzenia, że wikingowie mogli pływać znacznie dalej na południe niż tylko do Nowej Fundlandii lub, że moneta posłużyła im w handlu wymiennym. Z drugiej jednak strony odnaleziono tylko jedną sztukę, choć według archeologicznych ustaleń osada była dość dużym ośrodkiem handlowym. Wskazują na to m.in. pojedyncze artefakty identyfikowane z kulturą Dorset, które prawdopodobnie zostały tam sprowadzone z północy. Podobnie mogło być z norweską monetą, którą indiańscy handlarze otrzymali od wikingów z Labradoru lub Nowej Fundlandii.
Pojawiły się jednak sugestie podważające te wyjaśnienia, gdyż w jedynej znanej osadzie wikińskiej znajdującej się w Ameryce Północnej – L'Anse aux Meadows, nie odnaleziono śladów żadnego systemu monetarnego. Wytłumaczenie tego może być jednak takie, że osada jest o dwieście lat starsza od stanowiska z Maine.

## Autentyczność
Do dziś archeologiczne znaczenie monety pozostaje niejasne, choć nie ma wątpliwości, że jest to srebrny pens pochodzący z czasów Olafa III Pokojowego. W 1957 roku na rynku było dostępnych wiele monet, w tym również takie jak ta pochodząca z Maine. Niewykluczone więc, że Mellgren nabył jedną z nich, by ukryć ją w Goddard lub sam padł ofiarą takiej manipulacji.
Muzeum, w którym się ona znajduje, stwierdza, że najbardziej prawdopodobne wyjaśnienie jej pochodzenia jest takie, że wikingowie przekazali ją gdzieś Indianom, być może na Nowej Fundlandii, a stamtąd szlakami handlowymi trafiła ona do Goddard.